# Bataille de Valence (transition démocratique espagnole)
Pour les articles homonymes, voir Bataille de Valence.

Drapeau du Conseil du Pays valencien

Proposition de drapeau officiel du Pays valencien prévu dans le statut de Benicàssim (1981).

Drapeau officiel à partir de la validation du Statut d'autonomie de la Communauté valencienne (1982), qui est aussi celui de la capitale de la région ; il porte la frange bleue couronnée, d'où les blavéristes tirent leur nom.

La bataille de Valence est un conflit identitaire qui agita la société valencienne durant la période la Transition démocratique espagnole, à la fin des années 1970 et début des années 1980. Particulièrement conflictuel et violent, il provoqua une fracture politique et sociale qui perdure encore dans la Communauté valencienne actuelle. Son épicentre fut la ville de Valence et l'Horta.

## Origines
Le conflit éclata après les élections générales espagnoles de 1977, à l'issue de laquelle la gauche fut majoritaire. Il opposa certains secteurs politiques et culturels de la droite valencienne, en profonde restructuration après la fin du franquisme, au début connu comme le búnker barraqueta et plus tard qualifiés de « blavéristes », qui reçurent le soutien de l'Union du centre démocratique, grand parti de la droite espagnole, et de certains milieux culturels, notamment le journal régional Las Provincias dirigé par María Consuelo Reyna, aux secteurs de gauche, plus progressistes et proches du catalanisme, ainsi que certains milieux intellectuels et universitaires. Il gravita de façon générale autour de l'identité valencienne, et de la question du lien historique et culturel entre Valence et la Catalogne. Les plus grands clivages portèrent en particulier sur le choix du drapeau de la communauté (drapeau à quatre barres historique des monarques de la couronne d'Aragon, associé au catalanisme par les blavéristes, ou drapeau couronné portant la frange bleue, défendue par les blavéristes, qui sera finalement retenu), sa dénomination (« Pays » ou « Royaume » ; le choix se porta finalement sur « Communauté »), son hymne, ainsi que sur la question de l'unité de la langue valencienne et du catalan (les blavéristes revendiquant le valencien comme une langue distincte tandis que les secteurs de gauche et nationalistes ainsi que la très grande majorité des milieux universitaires et scientifiques le considèrent comme un ensemble de modalités rattachées au catalan).

## Chronologie des événements
- 20 novembre 1975 : mort du général Franco
- 16 janvier 1976 : manifestation non autorisée à Valence réunissant 30 000 personnes, pour la liberté, l'amnistie et l'autonomie, convoquée par le Conseil démocratique du Pays valencien (ca), réprimée par les forces de l’ordre[3],[4]
- 30 janvier 1976 : l’assemblée de Lo Rat Penat devient majoritairement blavériste à la suite d’une manipulation des autorités[5]
- Avril 1976 : agression du prêtre Pere Riutort, accusé d’être « catalaniste », à l'instigation du président de la Junta Central Fallera, Ramón Pascual Lainosa[6],[7]
- Juillet 1976 : Une bombe éclate dans le stade du Levante UD
- 12 juillet 1976 : importante manifestation (120 000 personnes) à Valence, convoquée à l'initiative de la Table des forces politiques et syndicales du Pays valencien (Taula de Forces Polítiques i Sindicals del País Valencià), avec le slogan : « Per la llibertat, per l'amnistía, per l'Estatut d'Autonomía, per el Sindicat Obrer » (« Pour la liberté, pour l’amnistie, pour le statut d'autonomie, pour le syndicat ouvrier »)[3],[7]
- 19 juillet 1976 : autre manifestation convoquée à l’initiative de la Taula à Alicante (20 000 personnes)[7]
- Novembre 1976 : attentat à la bombe à la librairie Tres i Quatre de Valence[8]
- 29 novembre 1976 : 100 librairies valenciennes ferment pour protester contre les attentats dont elles sont victimes[9]
- Mars 1977 : déclaration blavériste de la municipalité de Valence (fugir del perill catala (sic)), toujours aux mains des franquistes[3],[8],[5]
- 7 mars 1977 : dans une déclaration, la Taula demande un statut d’autonomie et rejette explicitement l'« anticatalanisme »[10]
- 6 mai 1977 : la municipalité de Valence fait une déclaration réclamant une « pleine autonomie » pour la région[11]
- Octobre 1977 : fondation du Grup d'Accio Valencianista (GAV)[8],[5]

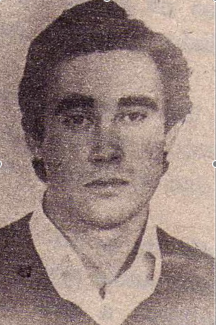
Photo de Miquel Grau, militant communiste mort des suites d'une agression par des militants d'extrême-droite le 6 octobre 1977.

- 12 juin 1977 : Vicente Giner Boira d'Alianza Popular publie dans Las Provincias une annonce intitulée « El día 16 dejarás de ser valenciano, serás catalán », en allusion aux élections générales, dirigée contre Joan Fuster et les partis valencianistes[12],[13],[14]
- 6 octobre 1977 : Agression du jeune militant communiste alicantin Miquel Grau alors qu'il posait des affiches pour les célébrations du 9 octobre (fête du Pays valencien), par des partisans d'extrême-droite ; il meurt des suites de ses blessures dix jours plus tard[3],[15],[16],[17]
- 9 octobre 1977 : Matin : Défilé traditionnel en hommage à Jacques Ier d'Aragon, à la demande des autorités franquistes ; premiers troubles publics de la part de manifestants blavéristes, dirigés contre certaines personnalités politiques (en particulier le communiste Emèrit Bono et le nationaliste Francesc Burguera)[18],[19]. Après-midi : Grande manifestation à Valence pour réclamer le statut d'autonomie, à la demande des groupes démocratiques[3],[8],[20],[21],[5]
- Mars 1978 : une réunion de l'Assemblée de parlementaires du Pays valencien est interrompue par un groupe de manifestants blavéristes[3]
- Mai 1978 :
  - À la suite de la diffusion d'un reportage sur Ausiàs March disant qu'il avait écrit ses œuvres en catalan dans l'émission Hora 15, manifestation à Valence de partis et organisations de droite et d'extrême droite (URV, AP, GAV, Fuerza Nueva), suivie d'attaques au siège de TVE et au domicile du philologue Manuel Sanchis Guarner[3],[22]
  - Publication de Pancatalanismo entre valencianos de Vicente Ramos Pérez (UCD)[23]
- 5 juin 1978 : Grande réunion blavériste aux arènes de Valence, dirigée contre le Conseil du Pays valencien[3],[24]
- 23 juillet 1978 : Publication dans Las Provincias de l’article La paella dels 'Països Catalans' de Manuel Broseta (UCD)[25]
- Octobre 1978 : Explosion d'une bombe lors d'un meeting de nationalistes valenciens aux arènes de Valence[3],[24]
- 26 octobre 1978 : Un groupe de manifestants blavéristes manifeste devant le palais de la Generalitat pour réclamer le drapeau avec frange bleue[3],[24]
- Novembre 1978 : Attentat à la bombe au domicile de l'écrivain catalaniste Joan Fuster[3]
- 4 décembre 1978 : Découverte d'un paquet bombe déposé au domicile de Sanchis Guarner[3],[24]
- 3 avril 1979 : Élections municipales, dans lesquelles les socialistes sont majoritaires dans toutes les provinces[3],[26] mais la carte électorale leur est défavorable et l'UCD devient majoritaire dans les députations provinciales d'Alicante et Castellón[27],[28]
- 23 et 26 avril 1979 : Officiellement en signe de protestation contre l'absence de publication du décret de bilinguisme au Bulletin officiel de l'État espagnol, le Conseil adopte le drapeau à quatre barres[29],[3] ; l'UCD, absente de la session, soutient ensuite que le quorum n'avait pas été atteint[30] et que la décision est inconstitutionnelle[26]
- mai 1979 :
  - Attentats à la bombe aux domiciles du président Albiñana et de Martínez Castellano[29]
  - 12 mai : Manifestation blavériste à Valence[29]
- Septembre 1979 :
  - Reprise des troubles blavéristes dans différentes villes de l’Horta (Paterna, Catarroja…) ou de la province de Valence (Bétera…)[3]
  - Changements dans la direction de l'UCD valencienne : Fernando Abril Martorell devient président et Manuel Broseta secrétaire général[3]
- 3 septembre 1979 : Josep Lluís Albiñana, président du Conseil du Pays valencien, et Manuel Girona Rubio, président de la députation provinciale de Valence, tous deux affiliés au PSPV, sont agressés à Quart de Poblet. Les maires de gauche réunis s'enferment dans la mairie de la ville pour protester contre l'inaction des forces policières[31],[32],[33].
- 6 octobre 1979 : Manifestation massive à Valence contre le drapeau du Conseil[34],[3]
- 9 octobre 1979 : À l'occasion de la fête du Pays valencien, plusieurs hommes politiques de gauche dont le maire de Valence, Ricard Pérez Casado (PSPV), sont agressés en public[35],[3],[36] ; les drapeaux suspendus au balcon de la mairie de Valence sont brûlés[37]
- 29 octobre 1979 : Emili Beüt et Enric Soler i Godes sont expulsés de Lo Rat Penat car ils défendent l'unité du catalan et du valencien[33],[38].
- Novembre 1979 : Interpellation d'Alfons Cucó (PSPV-PSOE) au Sénat espagnol, concernant le climat de violence au Pays valencien, qui demande l'« adoption des mesures nécessaires pour garantir l'ordre public et le fonctionnement normal des institutions démocratiques au Pays valencien » ainsi que la destitution du gouverneur civil de Valence, José María Fernández del Río[33],[39],[3],[40]
- Décembre 1979 : Départ et démission du président Albiñana et des autres socialistes du Conseil du Pays valencien[3]. Enrique Monsonís (UCD) prend la tête d'un gouvernement intérim[41],[42],[43]
- Janvier 1980 : Le drapeau à quatre barres du siège de la députation de Valence est brûlé à plusieurs reprises[32],[43]
- Juin 1980 : Procès contre Pascual Martín Villalba (président du GAV), qui avait accusé Sanchis Guarner d'avoir déposé lui-même la bombe chez lui ; il est condamné à trois mois de prison[32],[44]
- 10 juillet 1980 : Des blavéristes agressent Manuel Girona à la porte de la députation de Valence après l'approbation d’édition d'œuvres en valencien[44]
- Automne 1980 : Agressions contre Josep Guia (PSAN) et sa famille[45]
- 9 octobre 1980 : des membres du GAV agressent le maire de Valence, Ricard Pérez Casado (PSPV-PSOE, lors de la « procession civique » de la fête valencienne[46]
- Mai 1981 : Explosion devant le siège du PCPV à Alicante
- 11 septembre 1981 : Nouvel attentat à la bombe au domicile de Joan Fuster[47],[3],[28]
- 14 septembre 1981 : Remaniement du Conseil, retour des socialistes et élection formelle de Montsonís comme président[48],[49]
- 9 octobre 1981 : De graves troubles secouent la célébration de la journée du Pays valencien ; nouvelle agression du maire de Valence Pérez Casado (PSPV-PSOE)[3],[32]
- 1er février 1982 : Amparo Cabanes Pecourt (UCD), déléguée à l'éducation du Conseil du Pays valencien, envoie un courrier aux entités culturelles valenciennes présentant les Normes del Puig, normes orthographiques sécessionnistes défendues par le blavérisme, comme une actualisation des Normes de Castellón signée en 1932 en coordination avec les autorités académiques catalanes et jusqu'alors très majoritairement utilisées dans la diffusion du valencien écrit[50].
- 30 août 1982 : Fondation d’Unio Valenciana (sic)[51].

### Audiovisuel
- (ca) Valencians i catalans. Cosins o germans?, reportage de TV3, 09/11/1997, 34:28
- (ca) Del roig al blau. la transició valenciana, de Llorenç  Soler, de Miquel  Francés, Universitat de València, 2004, DVC-PRO [présentation en ligne]